# Alexandre-Hyacinthe Dunouy
Alexandre-Hyacinthe Dunouy, né à Paris en 1757, mort à Jouy-en-Josas le 11 novembre 1841, est un peintre paysagiste et graveur français.

## Biographie
Alexandre-Hyacinthe Dunouy commence sa carrière en peignant des vues de Paris et d'Île-de-France. Il traverse probablement l'Italie dans les années 1780 et laisse plusieurs vues des environs de Rome et de Naples, où il s'installe un certain temps. Dès 1781, ces vues remportent un franc succès au Salon.
Il quitte l'Italie en 1791, date à laquelle il expose pour la première fois ses œuvres à l'occasion du Salon de Paris. Il visite également l'Auvergne, la Savoie (Vue de Genève) et le Lyonnais.
Il retourne en Italie en 1810 sous l'égide de Joachim Murat dont il devient le peintre officiel, et devient également le peintre de Caroline Bonaparte. C'est à cette époque qu'il réalise des études pour les décors du palais royal de Portici. Dès lors, Dunouy va recevoir fréquemment des commandes importantes comme des vues du château de Mortefontaine pour Joseph Bonaparte.
Dunouy quitte l'Italie en 1815 mais ne cesse pas son activité. C'est ainsi qu'il reçoit une commande pour une Éruption du Mont Vésuve pour Louis XVIII, qui lui confie à partir de 1818 des projets de décorations pour le Trianon, Compiègne, et Saint-Cloud. Ses peintures, de petites dimensions, sont avant tout décoratives. Elle se présentent généralement comme des compositions classiques où foisonnent les détails. Son œuvre suit les pas de Jean-Victor Bertin et Jean-Joseph-Xavier Bidault. Certaines de ses œuvres incluent des éléments peints par Jean-Louis Demarne et Nicolas Antoine Taunay.
Il continue d'exposer régulièrement jusqu'en 1833 et devient le maître de Achille-Etna Michallon. Il reçoit une médaille en 1819 et 1827.
Alexandre-Hyacinthe Dunouy meurt en 1841 à Jouy-en-Josas.

## Collections publiques

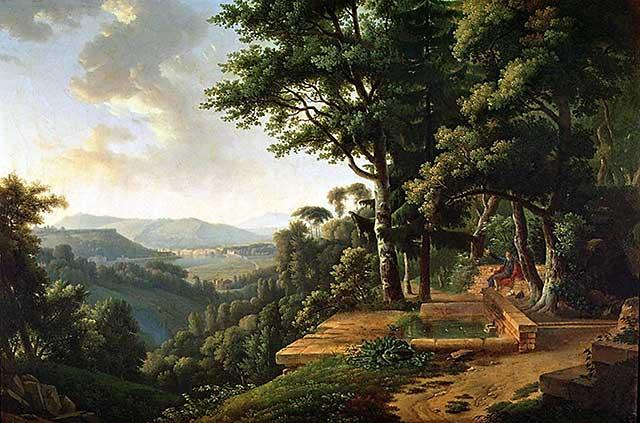
Jean-Jacques Rousseau méditant dans le parc de La Rochecordon (1770), Paris, musée Marmottan.

- Jean-Jacques Rousseau méditant dans le parc de La Rochecordon (1770), huile sur toile, Paris, musée Marmottan
- Paysage montagneux, 1790, huile sur toile, Orléans, musée des Beaux-Arts, inv. PE.389[2]
- Les Citoyens de Remiremont conduisant les voitures de fourrage à l'armée du Rhin (1794), Vizille, musée de la Révolution française
- Éruption du Mont Vesuve, 1813 (salon de 1817), huile sur toile, Château de Fontainebleau
- Naples vue de Portici (1814), huile sur toile, 130 × 182 cm, Musée Capodimonte, Naples[3]
- Vue prise de la côte du Pausilippe, 1819, huile sur toile, Château de Fontainebleau

Dates non documentées
- Clermont-Ferrand, Musée d'art Roger-Quilliot
- Paysage d'après des études faites en Italie et dans les Alpes, huile sur toile, Paris, musée du Louvre

## Collections privées

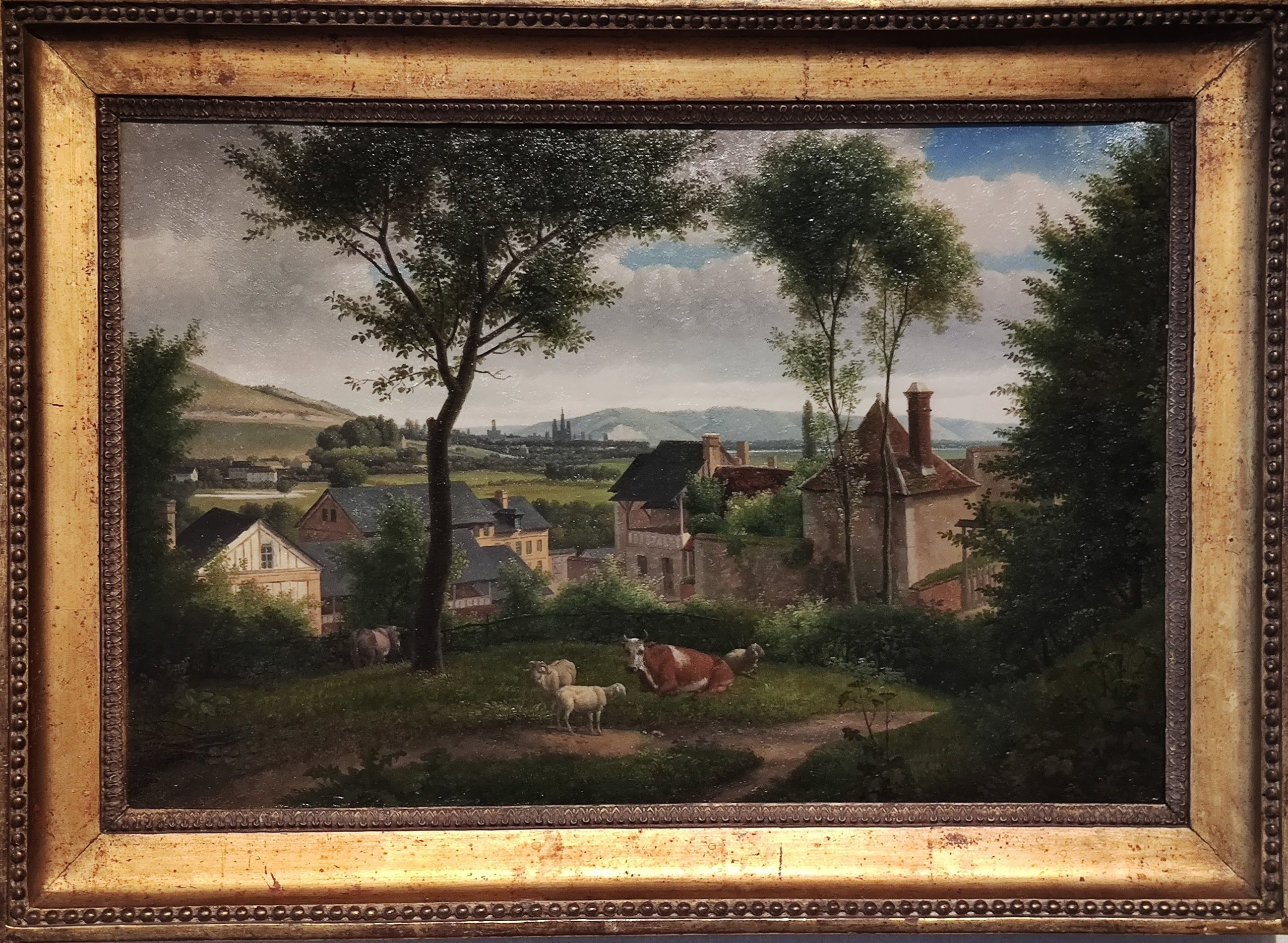
Vue de Rouen, prise de Canteleu (1841).

- Vue de Rouen, prise de Canteleu (1841)